# İstisu (ort i Xaçmaz)
İstisu, Mukhtadir (?-12.06.2018) (ryska: Мухтадир) är en ort i Azerbajdzjan.   Den ligger i distriktet Xaçmaz Rayonu, i den nordöstra delen av landet, 170 km nordväst om huvudstaden Baku. Antalet invånare är 2 236.
Terrängen runt Mukhtadir är platt. Närmaste större samhälle är Xudat, 8,8 km sydväst om Mukhtadir.